# Посёлок 1-го отделения совхоза «Краснопольский»
1-го отделения совхоза «Краснопольский» — посёлок в Воробьёвском районе Воронежской области России.
Входит в состав Никольского 1-го сельского поселения.

## География
Удалённость населенного пункта от районного центра — 68 км. Основным видом деятельности населения является сельское хозяйство, в частности личное подсобное хозяйство.

### Улицы
- ул. Алексея Кольцова;
- ул. Воронежская;
- ул. Гагарина;
- ул. Лесная;
- ул. Манинская;
- ул. Молодёжная;
- ул. Садовая;
- ул. Северная;
- ул. Центральная.

## История
Во время столыпинских реформ это место называлось хутором Лимаревым. Появилось на карте в 1907 году.
В 1995 году в посёлок проведен газопровод.

## Население
| 2010 |
| ---- |
| 568  |